# Лугове (Кам'янський район)
Лугове́ — село в Україні, у Затишнянській сільській громаді Кам'янського району Дніпропетровської області.
Населення — 329 мешканців.

## Географія
Село Лугове знаходиться на березі безіменної пересихаючої річечки, нижче за течією на відстані 2,5 км розташоване село Благодатне.

## Населення

### Мова
Розподіл населення за рідною мовою за даними перепису 2001 року:
| Мова            | Відсоток |
| --------------- | -------- |
| українська      | 96,7 %   |
| російська       | 2,7 %    |
| інші/не вказали | 0,6 %    |